# Lista bătăliilor din timpul invaziei rusești în Ucraina din 2022

Situația militară în Ucraina

Aceasta este o listă a angajamentelor militare din timpul invaziei rusești a Ucrainei din 2022, cuprinzând angajamente terestre, navale și aeriene, precum și campanii, operațiuni, linii defensive și asedii. Campaniile se referă în general la operațiuni strategice mai largi desfășurate pe un teritoriu mare și pe o perioadă lungă. Bătăliile se referă, în general, la perioade scurte de lupte intense, localizate într-o anumită zonă și pe o anumită perioadă. Cu toate acestea, utilizarea termenilor în denumirea unor astfel de evenimente nu este consecventă.

## Bătălii

### Începând din februarie 2022
| Nume                              | Regiune    | Data de început | Data de încheiere | Ofensiva                                                        | Rezultat                                                                      |
| --------------------------------- | ---------- | --------------- | ----------------- | --------------------------------------------------------------- | ----------------------------------------------------------------------------- |
| Bătălia din Avdiivka              | Donețk     | 21 februarie    |                   | Ofensiva din estul Ucrainei                                     | Victoria rusiei                                                               |
| Lupta din Insula Șerpilor         | Odessa     | 24 februarie    | 25 februarie      | Ofensiva din sudul Ucrainei                                     | victoria Rusiei și retragerea ulterioară                                      |
| Bătălia din aeroportul Antonov    | Kiev       | 24 februarie    | 25 februarie      | Ofensiva Kievului                                               | victoria Rusiei și retragerea ulterioară                                      |
| Capturarea centralei din Cernobîl | Kiev       | 24 februarie    | 24 februarie      | Ofensiva Kievului                                               | victoria Rusiei și retragerea ulterioară                                      |
| Bătălia din Harkov                | Harkov     | 24 februarie    | 14 mai            | Ofensiva din nord-estul Ucrainei și ofensiva din estul Ucrainei | victoria ucraineană                                                           |
| Bătălia din Herson                | Herson     | 24 februarie    | 02 martie         | Ofensiva din sudul Ucrainei                                     | victoria Rusiei dar din noiembrie 2022 Herson a revenit sub ocupația Ucrainei |
| Bătălia din Konotop               | Sumî       | 24 februarie    | 25 februarie      | Ofensiva din nord-estul Ucrainei                                | victoria Rusiei și retragerea ulterioară                                      |
| Bătălia din Ahtîrka               | Sumî       | 24 februarie    | 26 martie         | Ofensiva din nord-estul Ucrainei                                | victoria ucraineană                                                           |
| Bătălia din Sumî                  | Sumî       | 24 februarie    | 4 aprilie         | Ofensiva din nord-estul Ucrainei                                | victoria ucraineană                                                           |
| Bătălia din Trosteaneț            | Sumî       | 24 februarie    | 26 martie         | Ofensiva din nord-estul Ucrainei                                | victoria ucraineană                                                           |
| Asediul din Cernigov              | Cernigov   | 24 februarie    | 4 aprilie         | Ofensiva din nord-estul Ucrainei                                | victoria ucraineană                                                           |
| Asediul Mariupolului              | Donețk     | 24 februarie    | 20 mai            | Ofensiva din estul Ucrainei și ofensiva din sudul Ucrainei      | victoria Rusiei                                                               |
| Bătălia din Ivankiv               | Kiev       | 25 februarie    | 27 februarie      | Ofensiva Kievului                                               | victoria Rusiei și retragerea ulterioară                                      |
| Bătălia din Kiev                  | Kiev City  | 25 februarie    | 31 martie         | Ofensiva Kievului                                               | victoria ucraineană                                                           |
| Bătălia din Hostomel              | Kiev       | 25 februarie    | 1 aprilie         | Ofensiva Kievului                                               | victoria ucraineană                                                           |
| Bătălia pentru orașul Melitopol   | Zaporijjea | 25 februarie    | 1 martie          | Ofensiva din sudul Ucrainei                                     | victoria Rusiei iar ocupația continuă                                         |
| Bătălia din Volnovaha             | Donețk     | 25 februarie    | 12 martie         | Ofensiva din estul Ucrainei                                     | victoria Rusiei                                                               |
| Bătălia din Lebedîn               | Sumî       | 26 februarie    | 4 aprilie         | Ofensiva din nord-estul Ucrainei                                | victoria ucraineană                                                           |
| Bătălia din Nicolaev              | Mîkolaiiv  | 26 februarie    | 8 aprilie         | Ofensiva din sudul Ucrainei                                     | victoria ucraineană                                                           |
| Bătălia din Vasîlkiv              | Kiev       | 26 februarie    | 26 februarie      | Ofensiva Kievului                                               | victoria ucraineană                                                           |
| Bătălia din Bucea                 | Kiev       | 27 februarie    | 31 martie         | Ofensiva Kievului                                               | victoria ucraineană                                                           |
| Bătălia din Irpin                 | Kiev       | 27 februarie    | 28 martie         | Ofensiva Kievului                                               | victoria ucraineană                                                           |
| Bătălia din Makariv               | Kiev       | 27 februarie    | 25 martie         | Ofensiva Kievului                                               | victoria ucraineană                                                           |
| Bătălia din Energodar             | Zaporijjea | 28 februarie    | 4 martie          | Ofensiva din sudul Ucrainei                                     | victoria Rusiei                                                               |

### Începând din martie–august 2022
| Nume                       | Regiune              | Data de început | Data de încheiere | Ofensiva                         | Rezultat                                 |
| -------------------------- | -------------------- | --------------- | ----------------- | -------------------------------- | ---------------------------------------- |
| Bătălia din Voznesensk     | Mîkolaiiv            | 02 martie       | 13 martie         | Ofensiva din sudul Ucrainei      | victoria ucraineană                      |
| Bătălia din Izium          | Harkov               | 3 martie        | 1 aprilie         | Ofensiva din nord-estul Ucrainei | victoria Rusiei                          |
| Bătălia din Brovarî        | Kiev                 | 09 martie       | 01 aprilie        | Ofensiva Kievului                | victoria ucraineană                      |
| Bătălia din Rubijne        | Luhansk              | 15 martie       | 12 mai            | Ofensiva din estul Ucrainei      | victoria Rusiei                          |
| Bătălia din Mariinka       | Donețk               | 17 martie       |                   | Ofensiva din estul Ucrainei      | norvegiană Victoria Rusiei               |
| Bătălia din Slavutîci      | Kiev                 | 18 martie       | 27 martie         | Ofensiva Kievului                | victoria Rusiei și retragerea ulterioară |
| Bătălia din Popasna        | Luhansk              | 18 martie       | 7 mai             | Ofensiva din estul Ucrainei      | victoria Rusiei                          |
| Bătălia din Dovhenke       | Harkov               | 11 aprilie      |                   | Ofensiva din estul Ucrainei      | în curs                                  |
| Bătălia Pentru Kreminna    | Luhansk              | 18 aprilie      | 19 aprilie        | Ofensiva din estul Ucrainei      | victoria Rusiei                          |
| Bătălia râului Doneț       | Luhansk              | 5 mai           | 13 mai            | Ofensiva din estul Ucrainei      | victoria ucraineană                      |
| Bătălia de la Severodonețk | Luhansk              | 6 mai           | 25 iunie          | Ofensiva din estul Ucrainei      | victoria Rusiei                          |
| Bătălia din Toșkivka       | Luhansk              | 10 mai          | 21 iunie          | Ofensiva din estul Ucrainei      | victoria Rusiei                          |
| Bătălia din Liman          | Donețk               | 23 mai          | 27 mai            | Ofensiva din estul Ucrainei      | victoria Rusiei                          |
| Bătălia din Davîdiv Brid   | Herson               | 27 mai          | 16 iunie          | Ofensiva din sudul Ucrainei      | victoria Rusiei                          |
| Bătălia din Sviatohirsk    | Donețk               | 30 mai          | 8 iunie           | Ofensiva din estul Ucrainei      | victoria Rusiei                          |
| Bătălia din Lisiciansk     | Luhansk              | 25 iunie        | 3 iulie           | Ofensiva din estul Ucrainei      | victoria Rusiei                          |
| Bătălia din Siversk        | Donețk               | 3 iulie         |                   | Ofensiva din estul Ucrainei      | în curs                                  |
| Bătălia din Pisky          | Donețk               | 28 iulie        | 24 august         | Ofensiva din estul Ucrainei      | victoria Rusiei                          |
| Bătălia din Bahmut         | Donețk               | 1 august        |                   | Ofensiva din estul Ucrainei      | în curs                                  |
| Bătălia din Soledar        | Donețk               | 3 august        |                   | Ofensiva din estul Ucrainei      | în curs                                  |
| Bătălia din Zolochiv       | Harkov               | 13 august       |                   | Northeastern Ucraina campaign    | în curs                                  |
| Bătălia din Vuhledar       | Donețk               | 14 august       |                   | Ofensiva din estul Ucrainei      | în curs                                  |
| Ofensiva Mîkolaiiv         | Mîkolaiiv            | 20 august       |                   | Ofensiva din sudul Ucrainei      | în curs                                  |
| Contraofensiva din sud     | Herson și Zaporijjea | 29 august       |                   | Ofensiva din sudul Ucrainei      | în curs                                  |
| Contraofensiva din Harkov  | Harkov               | 6 septembrie    | 11 septembrie     | Ofensiva din estul Ucrainei      | Victoria ucraineană                      |

## Atacuri aeriene notabile cu ținte militare
| Nume                                      | Dată                               | Atacator | Țintă                                           |
| ----------------------------------------- | ---------------------------------- | -------- | ----------------------------------------------- |
| Bombardarea Odesei                        | 24 februarie 2022–prezent          | Rusia    | Targets in the Odessa area                      |
| Atacul asupra bazei aeriene Chuhuiv       | 24 februarie 2022                  | Rusia    | Ukrainian air base                              |
| Atacul asupra bazei aeriene Millerovo     | 25 februarie 2022                  | Ucraina  | Russian air base                                |
| Atacurile din Chornobaivka                | 27 februarie 2022–5 noiembrie 2022 | Ucraina  | Russian-controlled airport                      |
| Atacurile din Vinnytsia                   | 6 martie 2022                      | Rusia    | Ukrainian Airbase, and Air Force command center |
| Atacul asupra bazei militare Yavoriv      | 13 martie 2022                     | Rusia    | Ukrainian military base                         |
| Atacul în portul Berdiansk                | 24 martie 2022                     | Ucraina  | Nava navală rusească                            |
| Scufundarea navei Moskva                  | 13 aprilie 2022                    | Ucraina  | Crucișătorul rus Moskva⁠                         |
| Atacul aerian al cazărmii Desna           | 17 mai 2022                        | Rusia    | Cazarmă militară ucraineană                     |
| Atacul din Nova Kahovka                   | 11 iulie 2022                      | Ucraina  | Forțele militare ruse și un depozit de muniții  |
| Explozii în Novofedorivka                 | 9 august 2022                      | Ucraina  | Bază aeriană rusească                           |
| Explozia la Podul Crimeea                 | 8 octombrie 2022                   | Ucraina  | Secțiunea Podul Crimeea                         |
| Lovituri asupra infrastructurii ucrainene | 10 octombrie 2022–prezent          | Rusia    | Infrastructură și instalații critice            |
| Atacul de la Makiivka                     | 31 decembrie 2022–1 ianuarie 2023  | Ucraina  | Forțele militare ruse și un depozit de muniție  |